# Patrick Staub
Patrick Staub (* 5. Juni 1967 in Gstaad) ist ein ehemaliger Schweizer Skirennfahrer. Er war auf die Disziplinen Slalom und Riesenslalom spezialisiert.

## Biografie
Staub begann seine Karriere mit Einsätzen bei FIS-Rennen und im Europacup, ab 1988 startete er auch im Weltcup. Die ersten Weltcuppunkte holte er am 15. Januar 1989 als 15. des Hahnenkamm-Slaloms in Kitzbühel. Aufgrund von Verletzungen musste er fast die gesamte Saison 1989/90 ausfallen lassen. Er konnte sich jedoch bald wieder im Mittelfeld etablieren.
Für einen Podestplatz in einem Weltcuprennen reichte es Staub nie ganz. Insgesamt wurde er dreimal Vierter; am 13. Januar 1992 in Garmisch-Partenkirchen, am 22. März 1992 in Crans-Montana und am 15. Dezember 1992 in Madonna di Campiglio. Ebenfalls den vierten Platz erreichte er im Slalom bei den Olympischen Winterspielen 1992. In der Saison 1991/92 war er über den gesamten Winter gesehen der achtbeste Slalomfahrer der Welt.
Gute Ergebnisse im Weltcup blieben zunehmend aus, weshalb Staub wieder vermehrt im Europacup eingesetzt wurde. In der Saison 1992/93 gewann er die Slalomwertung des Europacups, in der Saison 1993/94 zusätzlich die Gesamtwertung. Im Dezember 1996 fuhr er letztmals im Weltcup, Ende der Saison 1995/96 trat er vom Spitzensport zurück.

## Erfolge

### Olympische Spiele
- Albertville 1992: 4. Slalom
- Lillehammer 1994: 9. Slalom

### Weltmeisterschaften
- Vail 1989: 10. Slalom
- Morioka 1993: 10. Slalom, 12. Riesenslalom

### Juniorenweltmeisterschaften
- Jasná 1985: 24. Riesenslalom, 38. Abfahrt

### Weltcup
- Saison 1991/92: 8. Slalomwertung
- Saison 1992/93: 9. Slalomwertung
- 9 Platzierungen unter den besten zehn

### Europacup
- Saison 1987/88: 9. Gesamtwertung, 3. Slalomwertung
- Saison 1991/92: 6. Riesenslalomwertung
- Saison 1992/93: 6. Gesamtwertung, 1. Slalomwertung
- Saison 1993/94: Gesamtsieger, 1. Slalomwertung
- Saison 1994/95: 4. Gesamtwertung, 7. Slalomwertung

### Weitere Erfolge
- 3 Schweizer Meistertitel (Kombination 1988 und 1992, Slalom 1989)